# Реткув (Мазовецьке воєводство)
Реткув (пол. Retków) — село в Польщі, у гміні Станіславув Мінського повіту Мазовецького воєводства.
Населення — 213 осіб (2011).
У 1975-1998 роках село належало до Седлецького воєводства.

## Демографія
Демографічна структура станом на 31 березня 2011 року:
|          | Загалом | Допрацездатний вік | Працездатний вік | Постпрацездатний вік |
| -------- | ------- | ------------------ | ---------------- | -------------------- |
| Чоловіки | 115     | 21                 | 77               | 17                   |
| Жінки    | 98      | 15                 | 55               | 28                   |
| Разом    | 213     | 36                 | 132              | 45                   |